# Ylan Gomes
Ylan Gomes (sinh ngày 22 tháng 7 năm 2002) là một cầu thủ bóng đá người Pháp thi đấu ở vị trí tiền đạo cho câu lạc bộ Ligue 2 Le Havre AC.

## Sự nghiệp thi đấu
Gomes có trận đấu ra mắt với Le Havre trong chiến thắng 3-1 ở Ligue 2 trước En Avant Guingamp vào ngày 12 tháng 9 năm 2020.

## Cuộc sống cá nhân
Gomes là con trai của cầu thủ bóng đá Guinée-Bissau Amarildo Gomes, người được phát triển tại Beauvais và Rennes trước khi giải nghệ vì chấn thương đầu gối. Anh là em trai của cầu thủ bóng đá Claudio Gomes.